# Сквира
Скви́ра — місто на Придніпровській височині над річкою Сквиркою, колишній районний центр Сквирського району, наразі у Білоцерківському районі Київської області України. Центр Сквирської громади.

## Етимологія
У тлумаченні назви міста немає спільної думки: одні схиляються до того, що ім'я міста дала річка Сквирка (яка протікає по території міста), інші вважають, що його назва походить від староукраїнського слова «сквира» — щілина, тріщина, розкол, що повинне було б означати «місцевість над річкою, що протікає в глибокій ущелині». В сучасній українській мові слово сквира є одним з синонімів слова «заметіль». Згідно стратиграфії української топонімії професора Київського національного університету імені Тараса Шевченка, доктора філології Костянтина Тищенка, опублікованої журналом Тиждень в статті «Правда про походження українців» — топонім Сквира є не що інше, як готизм, залишений в мовно історичному пласті II—VII ст. Також є думка, що назва міста Сквира походить від англійського слова Square, що в перекладі означає площа. Підтверженням цієї теорії є місто засноване вихідцями зі Сквири New Square, New York, США.

## Географія
Сквирщина — один з південних районів Київської області. Поверхня території Сквири погорбована, розчленована долиною річки Сквирки, ярами та балками.
У місті річка Домантівка впадає у Сквирку. В південно-східній частині міста, формує ландшафт річка Кононівка, в південно-західній, протікає річка Коростівка, межею сучасного міста в північно-східній частині, слугує пересохле внаслідок росту промисловості та інтенсивного водозабору русло річки Урвихвіст

### Клімат
Клімат помірно континентальний. Середня температура січня −6.5°, липня +19,6°. Максимальна температура повітря влітку понад +30°С, а мінімальна температура взимку близько −30°С, опадів у середньому 550 мм на рік.

### Екологія
Ґрунти — чорноземи малогумусні. Є поклади глини, запаси піску.
Рослинний покрив представлений: кущами — ліщина, калина, бузина, терен, травами — папороть, суниця, конвалія, герань лісова та різні злакові. Дерева представлені грабом, дубом, липою, берестом, кленом, ясеном, осикою, яблунею, грушею, березою, вербою, сосною. Дика флора — ковил, типчак, тонконіг, пирій, горицвіт — збереглася подекуди на схилах балок, оскільки решта площі розорана під сільськогосподарські культури.
Водяться тут їжаки, тхори, кроти, ховрахи, кажани, миші польові, сірі гадюки, вужі, ящірки, жаби трав'яні й ропухи. Із птахів — горобці, синиці, щиглі, чібіси, сірі ворони, сороки, сизоворонки, одуди, дятли, шпаки, чайки, ластівки, чорногузи, дикі голуби, качки. В річці Сквирці і ставках — щуки, окуні, плітки, лини, в'юни, карасі, раки.

## Історія

### Середньовіччя
В часи Київської Русі за правління Ярослава Мудрого в південних околицях сучасного міста будується мережа оборонних укріплень, відома як Змієві вали. Так звана Ягнятинська гілка Пороського валу, що була кордоном тогочасної держави, і першою лінією оборони. Місцеве населення згідно Іпатіївському літопису від 1146 року було кочовиками та воєнізованими ордами Чорних клобуків, яке складалося з союзних Київським князям степових народів печенігів, торків (туркмен), берендеїв та ковуїв. Так як політика Київських князів була спрямована на формування в південних кордонах Русі буферної зони з войовничого населення, що здатне самооборонятись, територія лісостепу стала місцем осідання та асиміляції кочових народів. Пізніше після падіння Торчеська і під натиском монголів їхнє місце в ланцюгу асиміляції лісостепу поповнили половці.
Документально Сквира вперше згадується в грамоті Київського князя Володимира Ольгердовича 1390 в часи Великого Князівства Литовського, яку надано Юрію Івантичу Половцю, представнику давньоруського половецького княжого роду Половців Рожиновських, що згас у XVI столітті:
«Владимірь Олъгердовичь Князь Киевский ознаменуемъ то: Юрій Ивантычъ зе Сквира, ижь его ойчизны бардзо спустоишлы отъ непріятелей нашихъ Татаръ, где воевала орда заволгска, просил нась абысь мы ему то ствердили и оседлость при замку дали: Двор Соломецъ въ Кіеве и землю Святошищку с даною и зе вишсткимь обапулъ Сырца. Писан въ Кіеве 19 Января, индикта 4 (1390 года). Мы теды то вшистко, цо предкове дали, ему ствердзами: Славовъ зе вишсткимь надбрестыньцемь и Мыцко при Тетереве (Радомысль) Рудню и Кочеровъ зе вишсткимь, Велицу, Охотовъ, яко ся то ма и землю Святошицку, яко предокь его трималъ Романъ. А въ Северу: Рожны зе вишсткимь, Крехово, Осово, Светильново, Бердово, Островець, Буковь, Варно, Волозовъ, Нежин, Дорогинъ, зе вшисткими инными урочистыми пущами въ тымъ отделе, почавши отъ Десны по Удай и по Остеръ, и Сосновский отделъ также зе вшисткими, и Высогоръ, также то опустить въ цудзе реньце зостать ся нема. А отдел его предковский Сквирский, яко предки его Тугорханъ и Кариманъ и иные по нихъ одержали на Роси, по Роставице и Каменице, который звано Сквира, а теразъ Поветщизна, по предкахъ зе вшисткими иными пожитечными местами: Сквира, Ягнятинъ, Трилесы, Фущово (Фастов) и инными, то ма, яко своё держать и темъ вшисткимъ, жона и потомство ихъ вечными часы держа, темъ шафовать, яко сами бендо хтели уживать. В Кіеве писань».
Текстологічний аналіз грамоти вказує на її автентичнісь. Археологічні та лінгвістичні фахівці припускають, що Сквира виникла значно раніше. Якщо уважно проаналізувати текст грамоти, стає зрозуміло. що на момент її написання Сквира, вже існувала.
З документів кінця XIV ст. відомо, що Сквира поряд з Яготином, Трилісами та іншими селами була власністю Каримана (Романа) — нащадка Тугоркана, великого половецького хана і тестя київського князя Святополка Ізяславовича. Сказане дає підстави припускати, що Сквира була одним з давніх поселень.
Офіційна дата заснування міста встановлена від першої документальної згадки тобто згідно грамоти Володимира Ольгердовича датованої 1390 роком.
У XV ст. Сквира являла собою укріплене поселення, оточене земляним валом. Тут були великий палац феодалів, господарські подвір'я, млини і склади. В замку постійно перебував численний військовий гарнізон. Наприкінці XV ст. населення Сквири дуже постраждало від кримсько-татарської навали. У 1482 році кримські татари на чолі з ханом Менглі-Гіреєм спустошили значну частину Київщини. Сквира була вщент зруйнована.

### Козаччина
Після Люблінської унії 1569 року Сквира перейшла до Речі Посполитої. Місто увійшло до складу Білоцерківського староства. Тривалий час воно лишалося розореним. 12 червня 1591 року польський король Сигізмунд III видав київському воєводі князю М.Ружинському грамоту на право володіння Сквирою, заселення навколишніх земель та побудову замку. У 1615 році вона була оголошена слободою, внаслідок чого місцеві жителі звільнялися на 30 років від усяких податків та повинностей. Це приваблювало сюди втікачів із районів фільваркового господарства. Вже через рік Сквира налічувала 30 домів. Тоді ж для сприяння розвитку ремесла і торгівлі місту було надане магдебурзьке право (1616). Ним стали управляти магістрат. У 1629 році Сквира увійшла до складу Київського воєводства. Основну масу міського населення становили дрібні ремісники, селяни і козаки.
Наприкінці травня 1648 року в Сквирі діяв повстанський загін під проводом Я. Радкевича. Повстанці спільно з козаками зруйнували маєток польського магната О. Замойського. У 1648 р. Сквира стала козацьким сотенним містечком Білоцерківського полку, а у 1651 р. Паволоцького полку Української держави під керівництвом Б. Хмельницького.
З початку XVIII сторіччя на Правобережній Україні розгорнувся гайдамацький рух. У 1736 році гайдамацькі загони М. Гриви та І. Жили зайняли Сквиру. Сквиряни брали участь і в Коліївщині 1768 року.

### Новий час
За переписом 1789 року у Сквирі налічувалося 197 дворів. Після захоплення Правобережної України Росією у 1793 році Сквира була казенним містом, яке користувалося магдебурзьким правом. У 1795 році вона стала повітовим містечком Брацлавського намісництва, а з 1796 року — Київської губернії. З цього часу Сквира почала швидко зростати. За ревізією 1797 року населення міста становило близько 2 тисяч осіб. Основним заняттям мешканців були дрібні промисли й торгівля. Тут розвивалися також ремесла: шевське, ткацьке, ковальське та ін. 16 разів на рік відбувалися ярмарки.
Під час війни 1812 року у повіті був сформований 1-й Київський козацький полк, до якого вступили 277 місцевих козаків, і до ополчення — 231 ратник. Успішно було проведено також збір коней, волів, фуражу і продовольства для російської армії.
У першій половині XIX сторіччя у Сквирі відбувалося пожвавлення ремесла і торгівлі. Промислове виробництво тут було незначним. У місті діяли три тютюнові, три цегельні і пивоварне дрібні підприємства, які виробляли продукції в серепдньому на 4 697 руб. на рік. Значного розвитку набуло ремесло. Вже у 1855 році в місті налічувалося 1 245 ремісників різного фаху: шевців, столярів, ковалів, мідників, палітурників, ювелірів та ін. Сквира поступово перетворилася на досить значний торговельний пункт Київщини. Торгівлею тут займалися 192 купці, капітал яких дорівнював 84 тисячам рублів. Вони скуповували хліб у навколишніх селах та відправляли його до Одеси, звідки він ішов за кордон. Ярмаркова торгівля була досить значною. Товарообіг одного ярмарку становив у середньому 15-18 тисяч рублів.
В 1812 році в Сквирі проживало 3 622 особи, в 1846 році — 6 045 осіб. Основну частину населення міста становили міщани, які займалися ремеслом і торгівлею, а також сільським господарством на міських землях. Ці землі здавалися в оренду з торгів ділянками розміром від 4 до 10 десятин. Однак міська верхівка і заможні міщани захоплювали всі найкращі ділянки.
У 1846 року у Сквирі перебував Т. Шевченко, тут він записав кілька народних пісень.

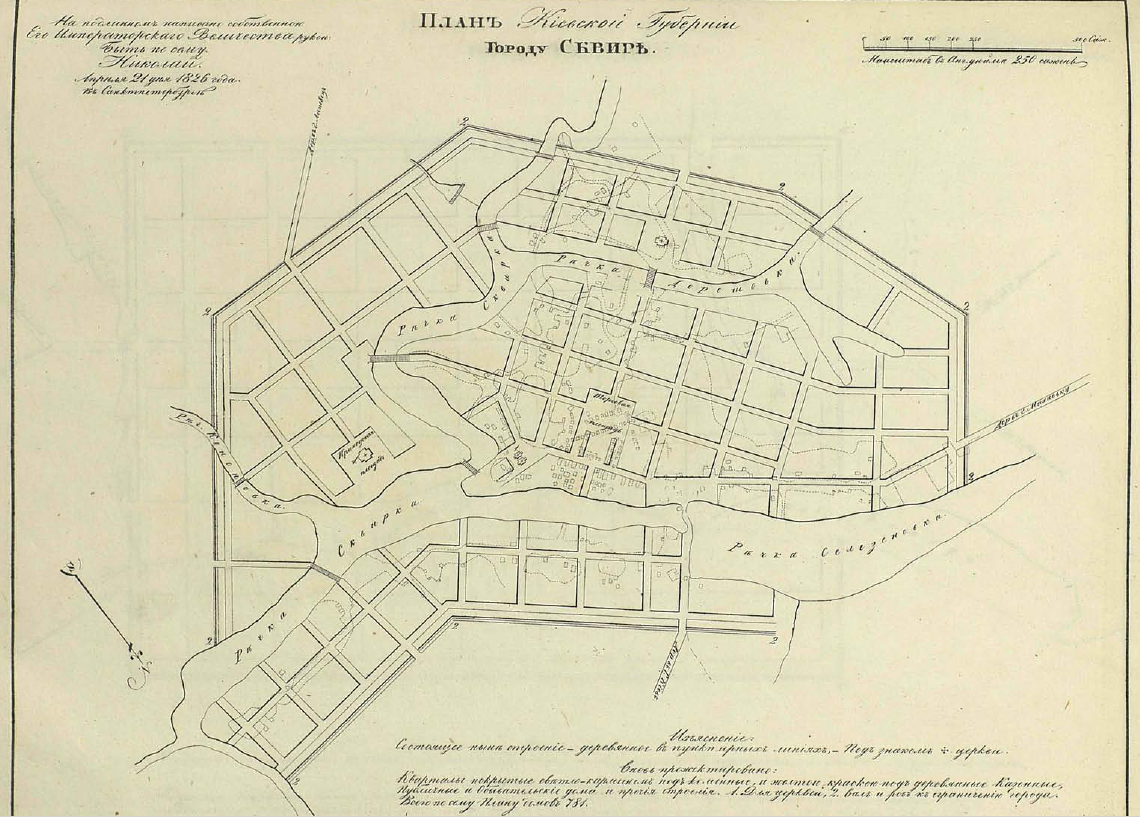
План міста Сквира Київської губернії, затверджено 21 квітня 1826 року, Санкт-Петербург

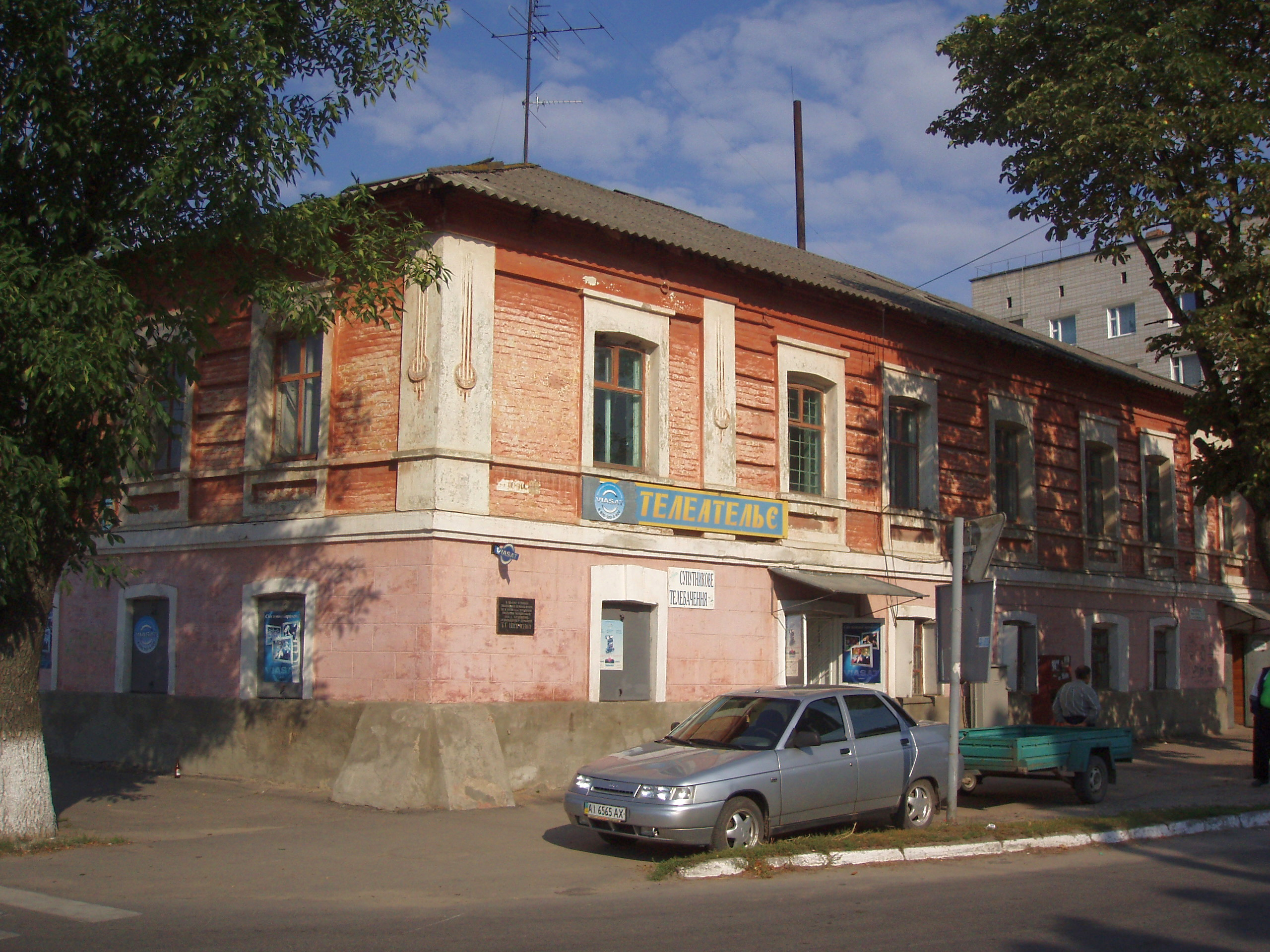
Будинок колишньої земської пошти, в якому 1846 року зупинявся Т. Г. Шевченко, про що свідчить меморіальна дошка на фасаді

Після реформ 60-х років XIX ст. відбувалося швидке зростання Сквири. У 1870 році в Сквирі налічувалося 427 ремісників. Крім того, наприкінці XIX сторіччя з'явилися дрібні ремісничі заклади, в яких застосовувалася наймана праця. Там працювало 568 робітників. Частина населення займалась сільським господарством.
З проведенням реформи міського самоврядування у Сквирі в 1878 році відбулися вибори до міської думи і управи, на які покладали нагляд за благоустроєм міста. Проте коштів на це виділялося дуже мало. Переважна більшість вулиць була незабрукована, будинки вкриті переважно соломою, що створювало сприятливі умови для пожеж. Населення міста і повіту обслуговували дві лікарні на 45 ліжок, в яких працювали семеро лікарів та фельдшер.
У 1900 році населення становило понад 20 тис. осіб. Тоді у місті діяли вже дві тютюнові фабрики, на яких було зайнято 98 робітників, а також дрібні промислові підприємства: броварня, п'ять цегелень, каретний і шкіряний заводи, три водяні млини, хлібопекарня та 14 кузень, на яких працювало по 6-10 робітників. У 1902 році було відкрито «народний дім тверезості», при якому створили бібліотеку. Привілейовані стани обслуговувала бібліотека дворянського зібрання. Значну культурну діяльність проводив аматорський драматичний гурток, яким керувала актриса М. Старицька та її учні. Діяло міське двокласне училище, де в 1904 році навчалися 324 хлопчики та 178 дівчаток, дві церковнопарафіяльні та єврейська недільна школа. У 1909 році було відкрито чоловічу гімназію, в якій навчалося 200 дітей заможних батьків. У 1913 році в місті налічувалось 820 учнів. Сквирську гімназію закінчив відомий письменник Аркадій Любченко.
У місті на поч. ХХ ст. якийсь час проживав і працював Максим Рильський, який залишив кілька віршів про місто. Його приятель, селекціонер Й. Магомет заснував у місті селекційну станцію, яка у середині ХХ ст. перетворена на дослідне поле ВАСХНІЛ.

### У складі УНР та більшовицька інтервенція
Повітовий селянський з'їзд у травні 1917 року ухвалив підтримати надання Україні автономії у складі Російської федерації. III повітовий селянський з'їзд у червні 1917 року постановив: «Підтримати Центральну Раду, як справжню єдину представницю українського народу». Сквиряни були учасниками І Київського губернського з'їзду у липні 1917 року, до складу губернської ради від Сквирського повіту обрано П. Шименко, Л. Поліщук, Н. Гейдур та П. Павліченко. Більшовики, які намагалися захопити владу у повіті зазнали поразки, у березні 1918 року відновлено українську владу.
Наприкінці листопада 1918 року більшовицький загін, що складався з робітників Шамраївського цукрозаводу, захопив Сквиру але на початку грудня місто визволили загони українського військ.
З 1923 року Сквира стала центром району. У 1925 році Сквира, де більшість населення займались сільським господарством, була переведена до розряду селищ міського типу, а в 1938 році їй надали статус міста.
Важливу роль у колективізації відіграли МТС (машинно-тракторні станції), перші МТС створено у Сквирі у 1930 році, вони початково мали 70 тракторів.
Зросла мережа лікувальних закладів. Населення Сквири обслуговували міська лікарня на 150 ліжок, районна поліклініка, протитубдиспансер, пологовий будинок, дитяча амбулаторія, жіноча консультація, шкільні медпункти, молочна дитяча кухня, фізіотерапевтичний кабінет.
В час злочинного Голодомору 1932-33 років місто і район зазнали значних людських втрат.
14 липня 1941 року зі Сквири втекла сталінська влада, яка не мала популярності у місті. Проте й нова німецька влада не рахувалася з українськими інтересами. Загинуло 1500 громадян, 1125 юнаків і дівчат були вивезені до Німеччини.

### Часи незалежності
Після відновлення державної незалежності України у Сквирі відбулися значні зміни, впроваджено демократичні вибори, утворено осередки нових партій, сквиряни брали активну участь у Помаранчевій революції 2004 року. На поч. ХХІ ст. ліквідовано пам'ятник Ленінові, натомість встановлено пам'ятник Тарасові Шевченку.

## Населення

### Чисельність
| 1897     | 1926     | 1939     | 1959     | 1970     | 1979     | 1989     |
| -------- | -------- | -------- | -------- | -------- | -------- | -------- |
| 17 958   | ▼ 13 960 | ▼ 11 040 | ▲ 12 781 | ▲ 15 972 | ▲ 19 252 | ▬ 19 273 |
| 2001     | 2003     | 2004     | 2005     | 2006     | 2007     | 2008     |
| ▼ 18 126 | ▼ 17 973 | ▼ 17 874 | ▼ 17 688 | ▼ 17 595 | ▼ 17 440 | ▼ 17 291 |
| 2009     | 2010     | 2011     | 2012     | 2013     | 2014     | 2015     |
| ▼ 17 145 | ▼ 17 054 | ▬ 16 979 | ▼ 16 800 | ▼ 16 715 | ▼ 16 616 | ▼ 16 461 |
| 2016     | 2017     | 2018     | 2019     | 2020     | 2021     | 2022     |
| ▼ 16 294 | ▼ 16 223 | ▼ 16 098 | ▼ 15 889 | ▼ 15 626 | ▼ 15 406 | ▼ 15 165 |

### Національний склад
Розподіл населення за національністю за даними перепису 2001 року:
| Національність  | Відсоток |
| --------------- | -------- |
| українці        | 96.40%   |
| росіяни         | 2.53%    |
| білоруси        | 0.23%    |
| вірмени         | 0.22%    |
| поляки          | 0.17%    |
| євреї           | 0.13%    |
| інші/не вказали | 0.32%    |

### Мовний склад
Розподіл населення за рідною мовою за даними перепису 2001 року:
| Мова            | Кількість | Відсоток |
| --------------- | --------- | -------- |
| українська      | 17580     | 97.62%   |
| російська       | 343       | 1.91%    |
| вірменська      | 34        | 0.19%    |
| білоруська      | 18        | 0.10%    |
| румунська       | 16        | 0.09%    |
| інші/не вказали | 18        | 0.09%    |
| Усього          | 18009     | 100%     |

## Влада
Влада у місті представлена органом місцевого самоврядування — Сквирська міська рада, в Сквирському районі — Сквирська районна рада та Сквирська районна державна адміністрація.
Сквирська міська рада є представницьким органом територіальної громади. Міська рада представлена 36 депутатами. Місто поділено на 18 округів, кожний округ відповідно представлений в раді 2 депутатами. Виконавчим органом міської ради є її виконавчий комітет.
Сквирська міська рада в своєму складі має 5 постійних депутатських комісій, в кожну з яких входить по 7 депутатів, зокрема, постійна депутатська комісія з питань планування бюджету та фінансів, постійна депутатська комісія з питань землекористування, будівництва та архітектури, постійна депутатська комісія з питань молоді, освіти, культури та охорони здоров'я, постійна депутатська комісія з питань благоустрою, комунального господарства та охорони навколишнього середовища, постійна депутатська комісія з питань регламенту, депутатської етики, забезпечення діяльності депутатів.
- Скочко Валерій Анатолійович — Сквирський міський голова (мер міста)
- Бондар Вероніка Олегівна — секретар Сквирської міської ради 7 скликання
- Горбалінський Володимир Миколайович — перший заступник міського голови
- Палієнко Сергій Іванович — заступник міського голови з питань діяльності виконавчих органів ради
- Сергієнко Людмила Вікторівна — заступник міського голови з економічних питань

## Економіка
Працюючі підприємства Сквири:
- Сквирська швейна фабрика;
- Сквирський комбінат хлібопродуктів;
- 2 цегельні заводи : Сквирський цегельний завод Промінь та СП завод будматеріалів;
- ТОВ фірма «ГРОНА».
- ТОВ «Сквирський комбінат хлібопродуктів. ТМ Сквирянка»

## Транспорт

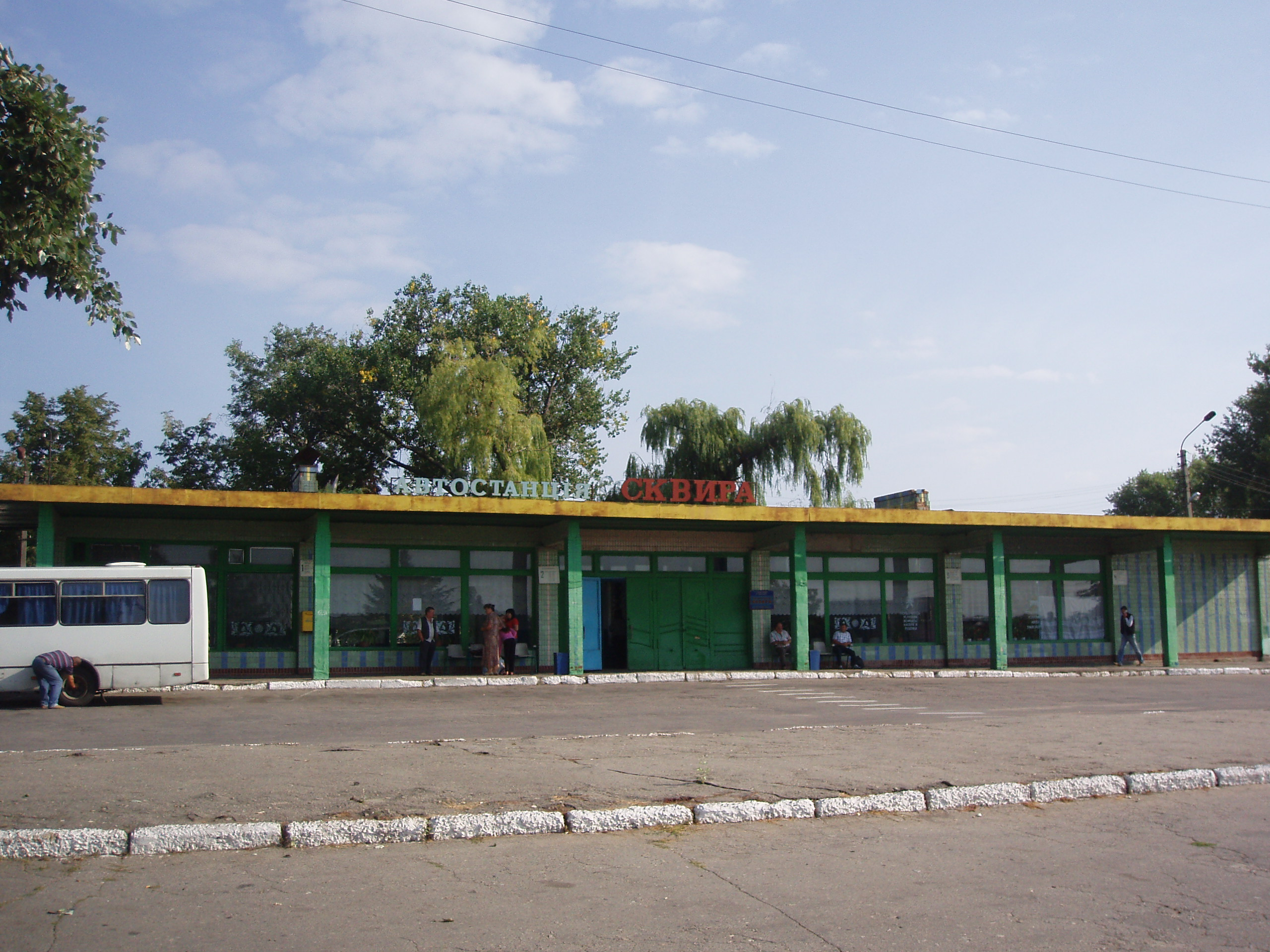
Автостанція у місті Сквирі

Послуги автотранспорту, перевезення пасажирів у місті надаються приватними підприємствами.

## Архітектура

### Пам'ятки архітектури та історії
На території міста Сквира налічується 9 пам'яток архітектури та 5 пам'яток історії (серед них 3 будівлі):
- Костел св. Іоана Непомнящого (1885)
- Будинок земської управи (1911—1912)
- Житловий будинок на вул. Київській, 1 (1903)
- Житловий будинок на вул. Соборній, 11 (XIX ст.)
- Житловий будинок на вул. Соборній, 13 (XIX ст.)
- Будинок повітового дворянського зібрання на вул. Незалежності, 65 (XIX ст.)
- Будівля чоловічої гімназії на вул. Незалежності, 63 (1909)
- Особняк Бабаєва на вул. Максима Рильського, 32 (1911)
- В'язниця на вул. Максима Рильського, 65 (XIX ст.)
- Будинок колишньої чотирьохкласної гімназії на вул. Незалежності, 141 (XIX ст.)
- Будинок, у якому жив та працював Максим Рильський на розі вулиць Максима Рильського та пров. Каштанового
- Будинок, у якому відбувся III повітовий з'їзд Рад на пл. Героїв Небесної Сотні, 15 (XIX ст.)

### Пам'ятники та скульптури
Одним із пам'ятників монументального мистецтва є пам'ятник Миколі Михайловичу Ольшевському, розташований на розі вулиці Богачевського та вулиці Незалежності Також пам'ятник воїнам автомобілістам, полеглим у боях за радянську Батьківщину 1941—1945 року, розташований біля центральної автостанції «Сквира». Пам'ятник героям Великої Вітчизняної Війни, що пали в боях за волю й незалежність Батьківщини (1941—1945), розташований по вулиці Максима Рильського, 51. Пам'ятник Вічна пам'ять героям Чорнобиля, розташований по вулиці Богачевского, 11, на території Сквирского відділення державного пожежного нагляду.

Вічний вогонь
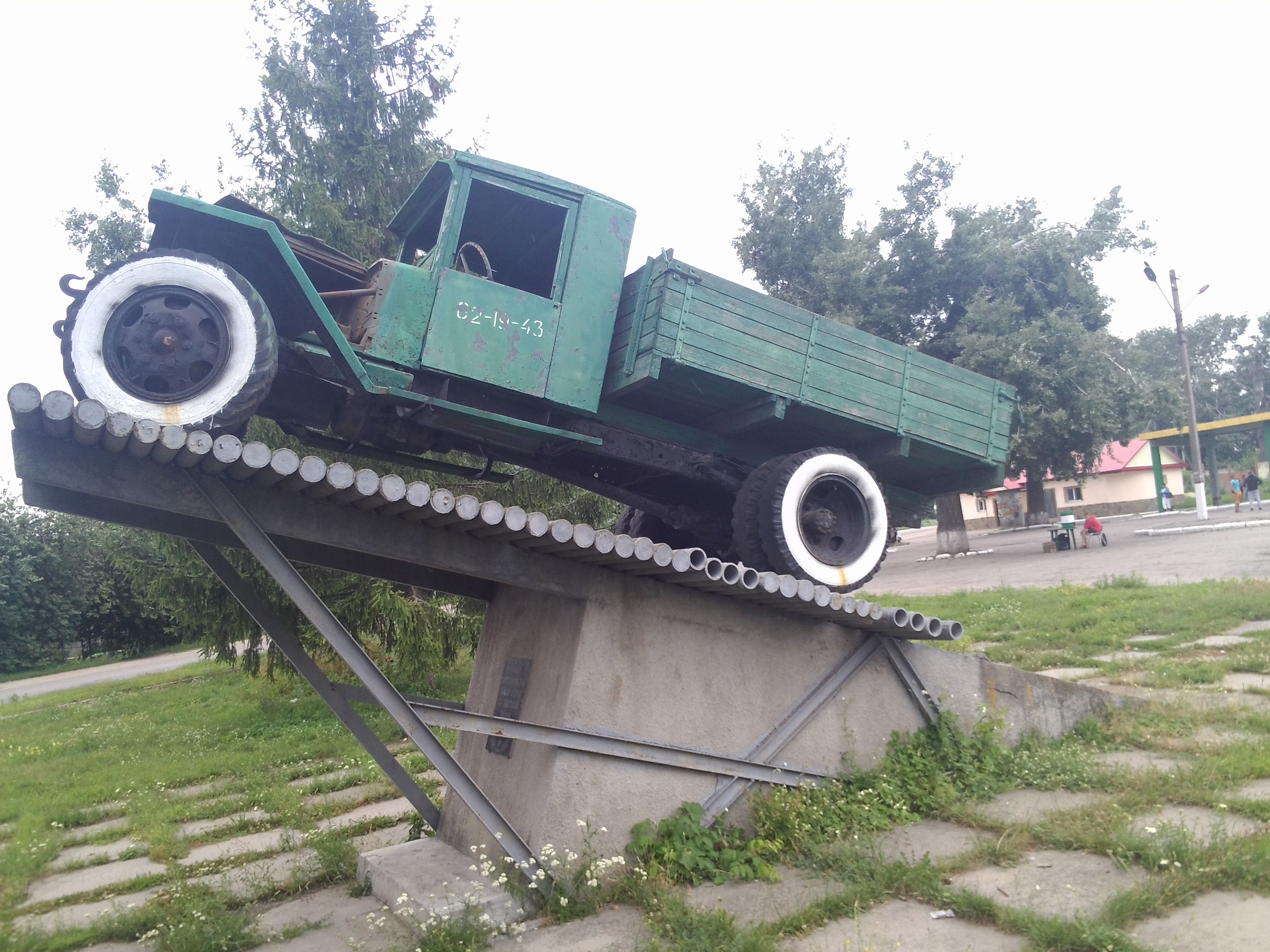
Пам'ятник воїнам-автомобілістам
Пам'ятник воїнам-інтернаціоналістам Сквира
Пам'ятник загиблим під час Революції Гідності
Пам'ятник Героям Радянського Союзу і кавалерам Ордену Слави у місті Сквира
Пам'ятник ліквідаторам аварії на ЧАЕС у місті Сквира
Пам'ятник герою Радянського Союзу Ольшевському Миколі Михайловичу
Пам'ятник Тарасу Шевченку. Існував з 2008 по 2021, демонтований через відсутність оплати скульптору[20].

### Будівлі
Однією з історичних пам'яток міста Сквири є будинок, у якому в даний момент розташовується підприємство по обробці і виготовленню трикотажних виробів. (пров. Каштановий, 10). Його побудувала будівельна фірма Громова в 1911 році для розміщення земської управи. На будинку висить меморіальна дошка з написом: «Цей будинок колишньої земської управи передається державі як пам'ятник псевдоросійського стилю архітектури модерну».
Охороняється державою, як пам'ятник архітектури.

## Культура
Головний заклад культури Сквири — районний Будинок культури, відкритий у 1945 році. (вул. Богачевського, 35). Нині тут проводять різні культурно-розважальні заходи, є аудіостудія.
У місті діє декілька музеїв:
- Сквирський народний краєзнавчий музей (Ювілейна площа, 1);
- Краєзнавчий музей Сквирської ЗОШ № 2 (пр. Володарського, 2);
- Музей історії Сквирського ліцею (вул. Незалежності, 63).

### Бібліотеки
Центральна районна бібліотека (вул. Богачевського, 33). Має велику базу книг, читальний зал. Ділиться на два крила: доросла бібліотека та дитяча бібліотека.

### Районна газета
Районна газета — «Вісник Сквирщини».

## Єврейська громада
В 1789 було 37 єврейських дворів (з 197). У 1847 році було 2184 євреїв. У 1897 році було 8910 євреїв, або 39,5 % усього населення. У 1905 році євреї постраждали від погромів і багато хасидів іммігрувало в США штат Нью-Йорк, де заснували містечко Нью Сквер (назву можна перекласти як «Нова Сквира» або «Нова Площа»).

## Освіта і наука
В Сквирі діє дитяча школа мистецтв і музична школа (вул. Богачевського, 66). Тут відбувається виховання, навчання, розвиток у дітей та підлітків таланту у різних аспектах мистецтва.
Сквирський ліцей Сквирської районної ради (вул. Незалежності, 63).
Також у місті є 5 загальноосвітніх шкіл.

## Відомі люди
- Заболотний Олександр Вікторович — заслужений учитель України
- Редюк Ілля Дмитрович (02 грудня 1999 р.н.) — чемпіон світу з авіамодельного спорту (кордові моделі F2D повітряний бій)[21]
- Агад Га-ам ; справжнє ім'я — Ашер Гірш Гінцберг (18 серпня 1856, Сквира — 2 січня 1927 року, Тель-Авів) — єврейський письменник-публіцист і філософ.
- Берлянд Хаїм Лейбович — математик.
- Болсуновський Карло — історик, нумізмат, археолог, колекціонер.
- Бондарчук Василь Сергійович — співак.
- Вінничук Дмитро Тимофійович (* 1937) — український науковець-аграрій.
- Анджей Рута — сучасний український художник, фотограф.
- Гапоненко Володимир Іванович (1969—2020) — український пілот.
- Гега Руслан Юрійович (1984—2016) — солдат Збройних сил України, учасник російсько-української війни.
- Гордовенко Михайло Васильович — Герой України.
- Грінберг Яків Львович — український художник по гриму.
- Грубрін Юрій Львович (17 вересня 1928 — 18 червня 1990) — український геоморфолог, кандидат географічних наук, доцент Київського національного університету імені Тараса Шевченка.
- Декаленко Петро Максимович — скарбника 2-го куреня 4-ї Київської дивізії Армії УНР, Герой Другого Зимового походу
- Діденко Кирило Васильович — скульптор.
- Дубинський Л. Л. — вчений у галузі ядерної фізики, лауреат Державної премії.
- Збаращенко Олександр Петрович — молодший старшина 4-ї Київської дивізії Армії УНР, Герой Другого Зимового походу
- Кість Андрій Федорович — військовий і громадський діяч, журналіст, бандурист, актор, священник; сотник Армії УНР.
- Крижанський Володимир Олексійович (1982—2017) — сержант Збройних сил України, учасник російсько-української війни.
- Магомет Йосип Якович — народний селекціонер, кавалер орденів Леніна та Трудового Червоного Прапора, лауреат Державної премії СРСР.
- Маргуліс Давид Львович — за мужність і героїзм, виявлені під час війни з білофіннами, був удостоєний звання Героя Радянського Союзу.
- Матківський Володимир Анатолійович — молодший інструктор-кулеметник, батальйон оперативного призначення ім. Героя України генерала Сергія Кульчицького.
- Міщук Вадим Миколайович — солдат Збройних сил України, учасник російсько-української війни.
- Романович-Ткаченко Наталя Данилівна — українська письменниця.
- Рябоконь К. І. — колишній хірург міської лікарні, нагороджений орденом Червоної Зірки.
- Палієнко Микола — підполковник Армії УНР.
- Панченко Павло Григорович — підполковник Армії УНР.[22]
- Пастернак Петро Степанович (1925–1994 рр.) — академік, директор Українського НДІ лісового господарства.[23]
- Савченко Володимир Павлович — український військовий, генерал-полковник Армії УНР.
- Сологуб Микола Аврамович (1922—2020) — український вчений, доктор технічних наук, професор.
- Трейко Іван — командир антибільшовицького партизанського загону, що діяв на Сквирщині (початок 1920-х років).
- Олена Янчук — співачка (псевдонім Росава).
- Ховенко М. В. — учений в галузі травматології та ортопедії, доктор медичних наук, професор.
- Юркевич Лев — політичний і громадський діяч, член Революційної Української партії.
- Єпископ Юрій Жевченко — церковний діяч, єпископ Сквирський, Одесько-Миколаївський, загинув в ГУЛАГу.
- Якубенко Олександр Валерійович — солдат Збройних сил України, учасник російсько-української війни.
- Максименко Ярослав — кандидат технічних наук.
- Калина Дмитро Олександрович — майстер спорту з боксу
- Березівський Микола Васильович — кандидат технічних наук.

## Цікаві факти
Великою популярністю у Сквирі на початку 20 століття користувався аматорський драматичний гурток, яким керувала дочка відомого українського письменника Михайла Старицького, актриса і театральний діяч Старицька Марія Михайлівна.